# Fatima Massaquoi
Fatima Massaquoi-Fahnbullehv (n. 1904, Gendema⁠(d), Provincia Southern, Sierra Leone, Sierra Leone – d. 26 noiembrie 1978, Monrovia, Liberia) a fost una dintre primele profesoare din Liberia. După finalizarea educației în Statele Unite ale Americii, ea s-a întors în Liberia în 1946, unde a contribuit mult la viața culturală și socială a țării.

## Biografie
Născută într-o familie de nobili africani, Massaquoi a crescut în grija unei mătuși în Njagbacca, în Districtul Garwula al Grand Cape Mount County din Liberia de sud. După șapte ani, s-a întors în partea de nord-vest a țării, în Montserrado County, unde și-a început școlarizarea. În 1922, l-a însoțit pe tatăl ei, un diplomat, la Hamburg, Germania, unde și-a completat studiile în medicină la Universitatea din Hamburg în 1937. Ea s-a mutat în Statele Unite pentru a-și continua educația, studiind sociologia și antropologia la Colegiul Lane, Universitatea Fisk și Universitatea din Boston. În timpul petrecut în SUA, a colaborat la un dicționar de al limbii Vai și și-a scris autobiografia, deși o luptă juridică a urmat pentru drepturile pentru poveștii ei. Ea a câștigat un ordin de restricționare a altora să o publice și s-a întors la Liberia în 1946, imediat a început colaborarea pentru a înființa o universitate acolo, care va deveni Universitatea din Liberia.